# Лонг-Бич
Лонг-Бич (англ. Long Beach) — город в Калифорнии, США. Расположен в южной части округа Лос-Анджелес, на побережье Тихого океана, в 30 км от делового центра Лос-Анджелеса. С юга Лонг-Бич граничит с округом Ориндж.
Население города на 2018 год составляет 467 354 человека, что ставит Лонг-Бич на 43-е место по населению в США, 7-е в Калифорнии и 2-е в округе Лос-Анджелес.
Город Сигнал-Хилл полностью окружён городом Лонг-Бич.
Порт Лонг-Бич является одним из самых крупных портов мира. В городе очень развита нефтяная промышленность, нефть найдена как под земной поверхностью, так и под поверхностью морского дна. В городе расположены различные предприятия, заводы по изготовлению самолётов, автомобильных запчастей, электроники и домашней фурнитуры.
В городе расположены штаб-квартиры: американского подразделения компании Epson, компании Molina Healthcare. Становлению города способствовало развитие высоких технологий и аэрокосмической промышленности.

## География

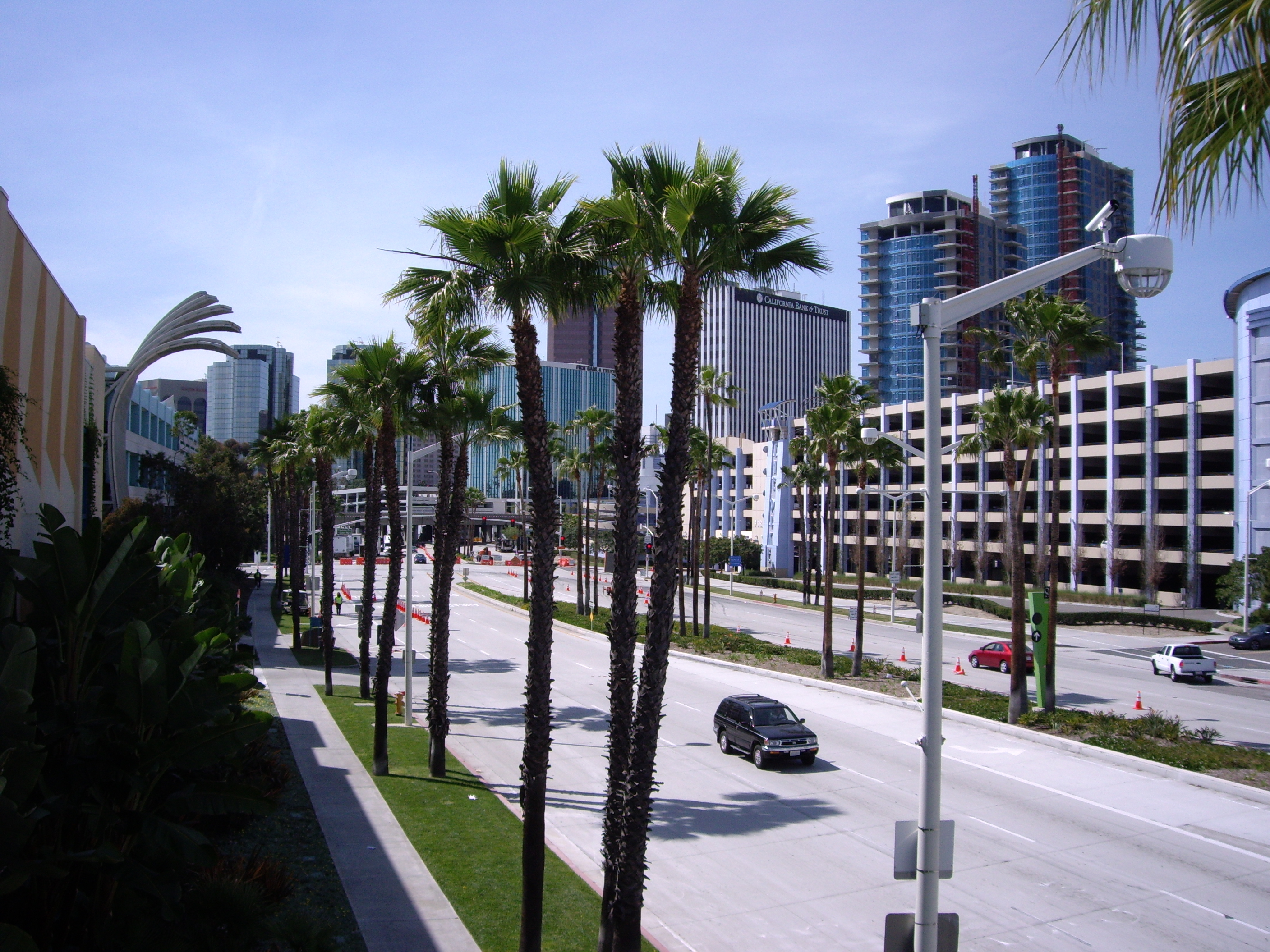
Лонг-Бич

Лонг-Бич расположен на расстоянии около 30 км от центра Лос-Анджелеса. По данным Бюро переписи США общая площадь города составляет 133,33 км², из которых площадь суши 130,33 км², а площадь водной поверхности — 3 км² (2,25 % от общей площади). В океанской бухте, юридически принадлежащей городу, находятся четыре искусственных острова, носящие имена погибших астронавтов: Фримен (погиб в 1964 году в авиакатастрофе), Гриссом, Уайт и Чаффи — эти три астронавта погибли в 1967 году во время пожара на Аполлоне-1. Также городу частично принадлежит остров Терминал.

### Климат
Лонг-Бич имеет климат средиземноморского типа с полузасушливыми характеристиками. В городе всегда жаркое лето и мягкая теплая зима с редкими осадками. В Лонг-Бич преобладают солнечные дни, как и в Южной Калифорнии в целом. Температура, зафиксированная на метеостанции в аэропорту Лонг-Бич, расположенном в 4,0 милях (6,4 км) вглубь материка от океана, колеблется в большем диапазоне, чем у ближайшего побережья. В летние месяцы часто возникают низкие облака и туман, которые появляются ночью, а утром покрывают всю местность. Туман обычно рассеивается к полудню. Часто появляется западный морской бриз, поддерживающий умеренную температуру. Летом жара и высокая влажность иногда могут совпадать, что может вызвать дискомфорт у населения.

## Окружающая среда

### Загрязнения
В 2013 году журнал Time назвал Лонг-Бич одним из наиболее загрязнённых городов во всех Соединённых Штатах. Большая часть города находится в непосредственной близости от портов-близнецов Лос-Анджелеса и Лонг-Бич. Преобладающие ветры приносят большую часть загрязнения воздуха из портов-близнецов. Среди источников загрязнения в портах как сами суда, сжигающие бункерное топливо с высоким содержанием сажи для поддержания внутреннего электроснабжения во время стоянки в доке, так и тяжёлое дизельное загрязнение от тягачей в портах и ближнемагистральных тягачей, перевозящих грузы из портов на внутренние склады, железнодорожные верфи и в транспортные центры.
Средние уровни токсичных загрязнителей воздуха[уточнить] могут быть в два-три раза выше в Лонг-Бич и его окрестностях, а также в подветренных районах на востоке, чем в других частях столичного района Лос-Анджелеса, таких как Вестсайд, долина Сан-Фернандо или долина Сан-Габриэль. В то время как общее региональное загрязнение в столичном районе Лос-Анджелеса за последнее десятилетие снизилось, уровень загрязнения остается опасно высоким на большей части Лонг-Бич из-за загрязнения портов, причем самыми крупными источниками загрязнения являются дизельные выхлопы судов, поездов и грузовиков.
Кроме того, Лонг-Бич находится прямо с подветренной стороны от нескольких нефтеперерабатывающих заводов Саут-Бей. Любой процесс нефтепереработки или химическое расстройство, которое приводит к атмосферному выбросу побочных продуктов нефтепереработки, обычно влияет на качество воздуха в Лонг-Бич из-за преобладающего ветра с запада на юго-запад.
Качество воды в районе Лонг-Бич в заливе Сан-Педро обычно считается одним из самых низких на всём Западном побережье в дождливые периоды. Пляжи Лонг-Бич имеют среднюю оценку D или F по качеству воды на пляже в дождливые периоды в табеле, опубликованном компанией Heal the Bay. Однако в засушливые периоды вода может иметь оценку А или В. Река Лос-Анджелес впадает в залив Сан-Педро со стороны Лонг-Бич. Это означает, что большая часть всех городских стоков со всего Лос-Анджелеса попадает в воду гавани. Этот сток содержит большую часть мусора, химических загрязнителей и биологических патогенов, смываемых в ливневые стоки в каждом городе. Поскольку волнорез предотвращает приливную промывку и действие волн, загрязняющие вещества накапливаются в гавани. Ввиду этих факторов вода в Лонг-Бич небезопасна для купания в течение нескольких дней или недель каждый год.

### Экология
Район, которым сейчас является Лонг-Бич, исторически включал в себя несколько экологических сообществ. Небольшое количество местных растений этого региона все еще присутствует в городе. К ним относятся Эриогонум метельчатый, Полынь калифорнийская и Эшшольция калифорнийская. Некоторые насаждения Дуба траволистного до сих пор сохранились в центре Эльдорадо. Вашингтония нитеносная была завезена в город в качестве садового декоративного растения и теперь натурализована. Некоторые местные виды птиц, млекопитающих и других диких животных приспособились к развитию.
Со времени прибытия европейцев многие чужеродные виды растений натурализовались здесь. Они включают желтую горчицу, эвкалипт, дикую редьку и солянку. Сейчас таких растений намного больше, чем местных, и они быстро распространяются на пустырях и нефтяных месторождениях города.

## Культура

### Искусство

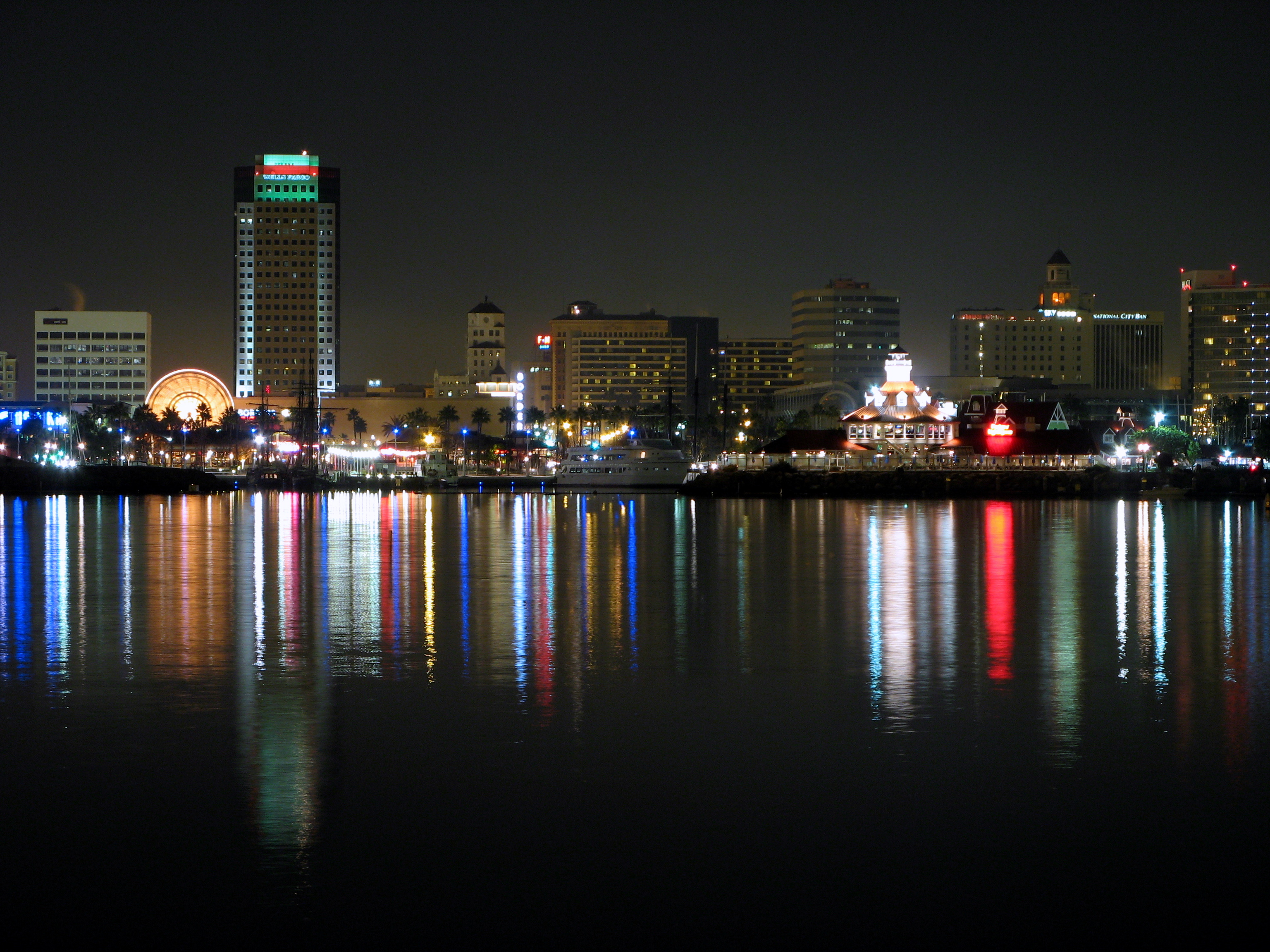
Вид на ночной Лонг-Бич с лайнера RMS Queen Mary

Художественный музей Лонг-Бич, расположенный в исторической резиденции Элизабет Милбанк Андерсон, принадлежит городу и управляется Фондом художественного музея Лонг-Бич. В городе также находится Музей латиноамериканского искусства, основанный в 1996 году доктором Робертом Гумбинером. Это единственный музей на западе Соединенных Штатов, в котором представлено исключительно современное латиноамериканское искусство.
Самым новым музеем Лонг-Бич является Музей этнического искусства Тихоокеанских островов (PieAM). Этот музей был проектом Роберта Гумбинера на момент его смерти. Музей открылся 15 октября 2010 года.
В 1965 году в штате Лонг-Бич состоялся первый Международный скульптурный симпозиум в Соединенных Штатах и первый в колледже или университете. Шесть скульпторов со всего мира и двое из Соединенных Штатов создали множество монументальных скульптур, которые можно увидеть в кампусе. Сейчас в кампусе насчитывается более 20 скульптур.
Лонг-Бич известен своим уличным искусством. Некоторые фрески были созданы в рамках городской программы росписи и культурного искусства.
Внешняя сторона спортивной арены Лонг-Бич расписана художником Робертом Уайландом. Она захватывает площадь в 116 000 квадратных футов (11 000 м2). Это самая большая фреска в мире (согласно Книге рекордов Гиннесса).
Магазины и галереи в районе искусств Ист-Виллидж в центре Лонг-Бич проводят свои ежемесячные художественные открытия, а художники выставляются в уличных галереях во вторую субботу месяца во время Арт-променада.
В Лонг-Бич существует программа под названием «Процент для искусства». Она управляется Художественным советом Лонг-Бич и Агентством по перепланировке. Она создана для того, чтобы новые частные разработки вносили свой вклад в фонд искусств или заказывали произведения для своих новых проектов.

### Музыка

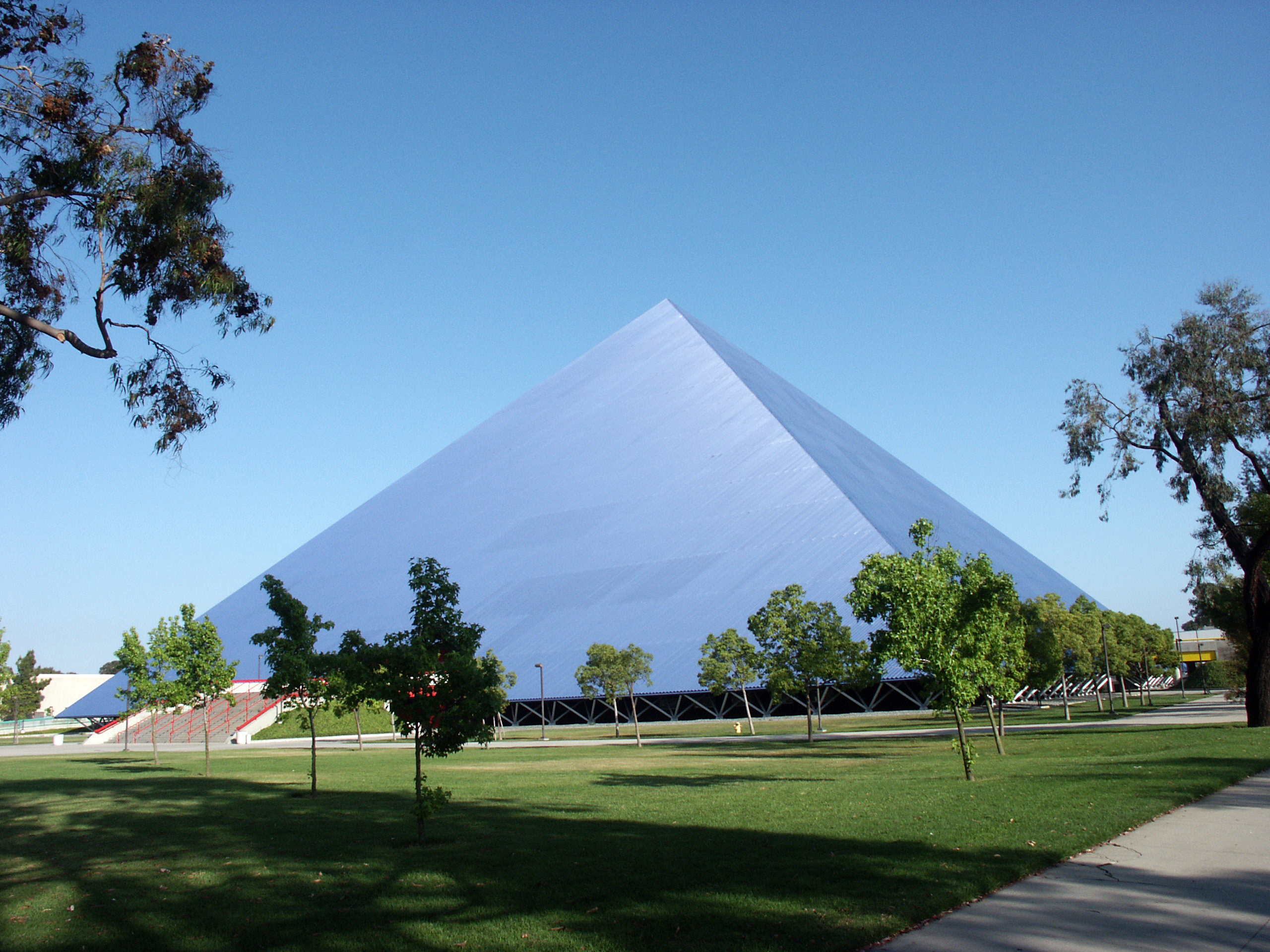
Пирамида Уолтера в Калифорнийском государственном университете, Лонг-Бич

Консерватория Боба Коула, недавно переименованная в музыкальную школу, ежегодно представляет широкий спектр концертов классической, джазовой и мировой музыки. Консерватория является частью знаменитого Колледжа искусств CSULB.
Симфонический оркестр Лонг-Бич играет многочисленные концерты классической и поп-музыки в течение всего года. Симфония играет в театре Terrace Theater в Конгрессно-развлекательном центре Лонг-Бич.
Опера Лонг-Бич, основанная в 1979 году, является старейшей профессиональной оперной труппой, обслуживающей регионы Лос-Анджелес и округ Ориндж. Она представляет спектакли стандартного и нестандартного оперного репертуара в театре Террасы, Центральном театре Конгрессно-развлекательного центра Лонг-Бич и Центре исполнительских искусств Ричарда и Карен Карпентер в CSULB. Лонг-Бич является местом проведения ряда музыкальных фестивалей. Они включают в себя: Фестиваль регги Боба Марли (февраль), Фестиваль Cajun & Zydeco (май), Пуэрто-риканский фестиваль El Dia De San Juan (июнь) , Концертный джем Aloha (июнь), Джазовый фестиваль Лонг-Бич (август), Блюзовый фестиваль Лонг-Бич (сентябрь) и Бразильский уличный карнавал (сентябрь).
Муниципальный оркестр Лонг-Бич, основанный в 1909 году, является самым продолжительным муниципальным оркестром в стране. В 2005 году группа дала 24 концерта в различных парках Лонг-Бич.

### Достопримечательности

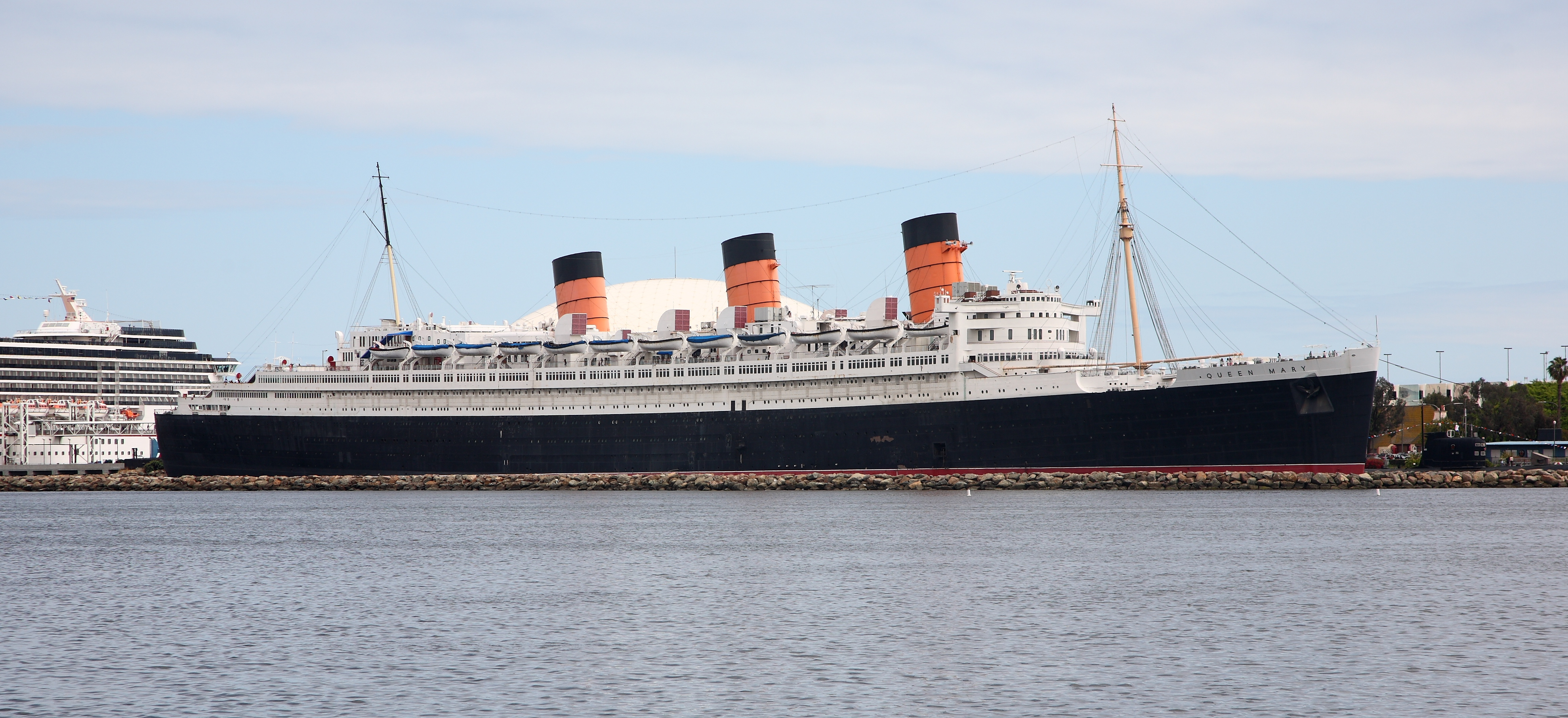
Лайнер RMS Queen Mary в Лонг-Бич Харбор

RMS Queen Mary ― океанский лайнер 1936 года, постоянно пришвартованный в Лонг-Бич. Примерно на 200 футов (61 м) длиннее, чем RMS Titanic, лайнер известен тем, что был самым быстрым в мире с 1936 по 1952 год, а также своим дизайном в стиле ар-деко. Его использовали во время Второй мировой войны в качестве военного транспорта. Лайнер был куплен городом Лонг-Бич в 1967 году для переоборудования в отель и морской музей.
В городе расположен Некоммерческий Океанариум Тихого океана на участке площадью 5 акров (20 000 м²) в Рейнбоу-Харбор.
Природный центр Эльдорадо площадью в 102,5 акра (0,4 км²) является частью более крупного регионального парка Эльдорадо. В нем есть озера, ручей и тропы, а также луга и лесные массивы.
Зелёный пояс Лонг-Бич ― участок старого Тихоокеанского электрического пути, восстановленного общественными активистами в качестве естественной среды обитания. Он поддерживает около 40 видов калифорнийских местных растений, а также множество городских диких животных. Его характеризует приятная, расслабляющая атмосфера. Благодаря ему жители узнают какой была местность до индустриализации и урбанизации.
Ранчо Лос-Аламитос ― историческая местность площадью 7,5 акра (30 000 м²), принадлежащая городу Лонг-Бич и расположенная рядом с кампусом Лонг-Бич Калифорнийского государственного университета. Участок включает в себя пять сельскохозяйственных зданий, в том числе рабочую кузницу, 4 акра (16 000 м²) садов и саманный фермерский дом, построенный примерно в 1800 году. Ранчо находится в закрытом сообществе. Посетители должны пройти через ворота безопасности, чтобы добраться до него.
Викторианский особняк времен королевы Анны, Бембридж-хаус, открыт для экскурсий. В Лонг-Бич также находится самый узкий дом в стране.
Лонг-Бич предлагает прогулки на гондолах по каналам Неаполя с поющими гондольерами. Город является одним из семи мест на западе Соединённых Штатов, где туристы могут кататься на гондоле.

## Население

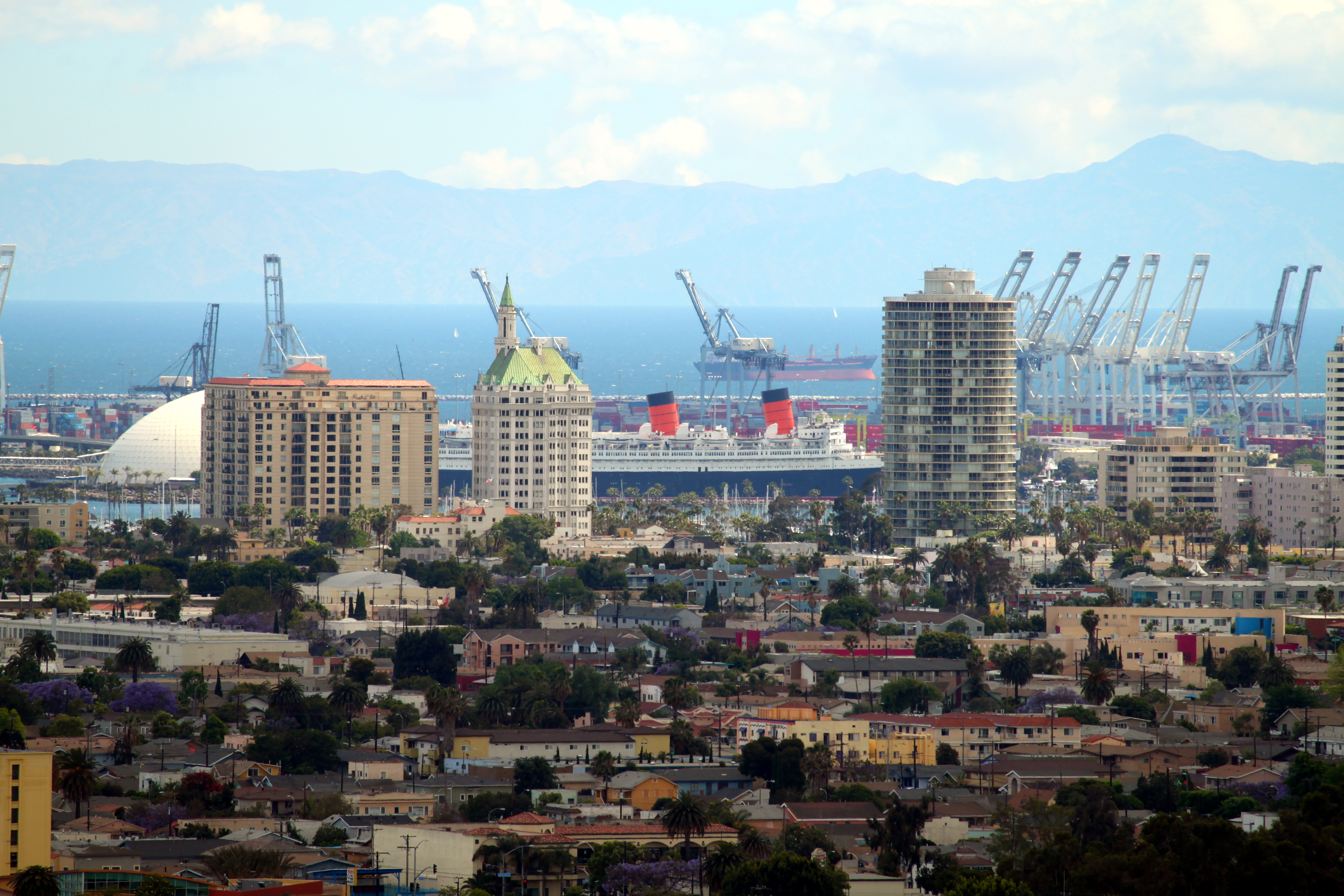
Вид на Лонг-Бич

В 2018 году население Лонг-Бич составляет 467 354 человека.
Расовый состав в 2010 году:
- 46,1 % — европеоиды;
- 13,5 % — афроамериканцы;
- 12,9 % — азиаты (4,5 % — филиппинцы);
- 0,7 % — индейцы;
- 1,1 % — выходцы с тихоокеанских островов;
- 20,3 % — другие расы;
- 5,3 % — две или более расы.

Латиноамериканцы различных рас составляли 40,8 % населения.

## Спорт
Городская трасса в городе Лонг-Бич использовалась для проведения этапов Формулы-1 Гран-при США-Запад в 1976—1983 годах. Также, на этой трассе проводятся гонки американских гоночных серий: IndyCar (ранее ChampCar), Американская серия Ле-Ман, Formula DRIFT и Formula E

## Города-побратимы
Лонг-Бич имеет следующие города-побратимы (по состоянию на октябрь 2007 г.):
- Баколод (англ. Bacolod), Филиппины;
- Вальпараисо (исп. Valparaíso), Чили;
- Гвадалахара (исп. Guadalajara), Мексика;
- Измир (тур. İzmir), Турция[29];
- Йоккаити (яп. 四日市市), Япония;
- Калькутта (бенг. কলকাতা, англ. Kolkata, хинди कोलकता), Индия;
- Манта (исп. Manta), Эквадор;
- Момбаса (англ. Mombasa), Кения;
- Пномпень (кхмер. ភ្នំពេញ), Камбоджа;
- Сочи, Россия;
- Циндао (кит. трад. 青岛, упр. 青島, пиньинь Qīngdǎo), Китай.